# Charles de Jurquet de la Salle
Charles Jean Marie Joseph d'Anfreville de Jurquet de La Salle, usuellement Charles de la Salle, né le 21 août 1914 à Soulac-sur-Mer en Gironde et mort le 8 août 1969 au Kremlin-Bicêtre, est un résistant et pilote de chasse français ,.

## Biographie

### Carrière dans l'armée de l'Air et Résistance
Entré à  Saint-Cyr en 1936, il en sort diplômé en 1938 et il est affecté au 121e Régiment d'infanterie le 19 septembre 1938 avec le grade de sous-lieutenant.  Il admis dans l'Armée de l'air et affecté à l'école de Versailles le 17 août 1939.  Lieutenant dans l'Armée de l'air le 15 septembre 1940 et affecté au Groupe de Chasse I/8 dans l'armée de l'Air de Vichy. En novembre 1942, il est démobilisé et placé en congé d'armistice. Il intègre en mai 1943 un réseau de résistance intérieure dans la région de Toulouse et Montauban se spécialisant dans le renseignement sur les forces aériennes. Avec l'accord de son chef de réseau il décide en  novembre 1943 de quitter la France occupée et de gagner l'Afrique du Nord où l'armée de l'Air française a repris la lutte. Capturé et interné en Espagne, il s'évade et rejoint Casablanca.  

### Pilote du Normandie-Niémen
Il se porte volontaire pour servir  en URSS dans le groupe de chasse Normandie-Niémen et rejoint Toula et le front de l'Est en mai 1944. Il est affecté à la 4e, puis à la 2e escadrille.
Après avoir participé à plusieurs offensives sur les fronts russe, biélorusse, polonais et allemand, il totalise  5 victoires aériennes en 110 missions de guerre (2 individuelles, 2 en collaboration et 1 probable), il termine la guerre au grade de capitaine, chef de la troisième escadrille « Cherbourg ». Il participe au retour en triomphe, le 20 juin 1944, sur la base du Bourget de l'ensemble des pilotes du « Normandie-Niémen »aux commandes de leurs Yak 3 donnés par Staline.

### Guerres de décolonisation et Guerre froide
Nommé commandant le 24 mai 1946, il est affecté à la 3e escadre de Chasse et envoyé en Indochine où il reste deux ans, puis il est affecté au deuxième bureau de l'état-major de l'Armée de l'air en tant que chargé de mission auprès des autorités égyptiennes, avant de prendre le commandement de la base aérienne 157 d'El Aouina (Tunis) en 1955.
Il est ensuite affecté au Commandement de la Défense aérienne du Territoire, puis au Centre Interallié d'approche commune de Metz en 1956 avant d'intégrer le commandement OTAN de Ramstein où il travaille dans le cadre du Defensive Plan Branch. Il est promu colonel le 1er mars 1961, mais est victime d'un accident d'avion le 7 mars et ne réintègre ses fonctions qu'en octobre 1961. Il rejoint ensuite l'état-major des forces aériennes alliées Centre-Europe à Fontainebleau le 6 octobre 1963. Il est placé en congé définitif du personnel navigant le 21 août 1965.

### Agent secret
Charles de Jurquet de la Salle est mentionné parmi les « morts au service secret de la France » dans l'ouvrage de Roger Faligot, Jean Guisnel et Rémi Kauffer Histoire politique des services secrets français publié en 2012. Il y est fait mention de la « cause du décès : « Suicidé » par la Securitate ».
D'autres sources font état de circonstances différentes. En novembre 1969, le journaliste Jacques Derogy écrit : « le 8 août (...) le colonel Charles de Jurquet de La Salle d'Anfreville, 55 ans, (...) est tombé du 10e étage de la cité Truillot, à Ivry-sur-Seine. C'était pendant une perquisition. Il était depuis deux jours entendu par la D.S.T., en position de garde à vue. Pour voyages suspects en Roumanie et rapports, soupçonnés d'être devenus intelligences, avec des agents secrets de la Securitate de Bucarest ». Les détails de cette affaire sont relatés dans les mémoires de Jean Rochet, directeur de la DST de 1967 à 1972, qui évoque Charles de La Salle sous le nom de colonel X. En 1985, Roger Faligot et Pascal Krop écrivent que Charles de La Salle se suicide le 8 août 1969 « alors que la DST vient l'arrêter pour appartenance à un réseau d'espionnage roumain ». En 1996, Nathaniel Herzberg et Eric Inciyan évoquent, dans un article du quotidien Le Monde consacré au réseau d'espionnage de Mihai Caraman, le chef des services secrets roumains en France de 1958 à 1969, « un colonel à la retraite, ancien de l'escadrille Normandie-Niemen pendant la seconde guerre mondiale, particulièrement bien introduit dans les milieux de l'industrie d'armement » qui « se suicidera en sautant par la fenêtre de son domicile ». Cette version est reprise dans  un ouvrage de David Wise, qui cite un entretien avec Marcel Chalet l’ancien chef de la DST : « le colonel Charles de Jurquet d’Anfreville de La Salle était un agent des services secrets roumains et du GRU, […] arrêté en août 1969, il demanda à retourner dans son appartement pour chercher un dossier et deux officiers de la DST l’accompagnaient. […] Il demanda à boire un verre d’eau et quitta la pièce une minute et sauta par la fenêtre de la cuisine, atterrissant sur la voiture de la DST. La mort du commandant de La Salle fut considérée comme un suicide ».

## Vie privée
Il est marié à Ghislaine, née de Bardies-Montfa, chevalier de la Légion d'honneur en tant que résistante.

## Distinction
- Commandeur de la Légion d'honneur
- Croix de guerre 1939-1945 (8 Palmes)
- Médaille des évadés
- Médaille de la Résistance française
- Médaille coloniale avec agrafe "Extrême-Orient"
- Ordre de la Guerre pour le Salut de la Patrie (URSS)
- Médaille pour la victoire sur l'Allemagne dans la Grande Guerre patriotique de 1941-1945 (URSS)